# أحمد شوقي (مغني)
أحمد شوقي (مواليد 31 مايو 1982) بمدينة تطوان، المغرب هو مغني مغربي اشتهر سنة 2013 بأغنية «حبيبي آي لاف يو» (بالإنجليزية: Habibi I Love You) التي صورت بولاية ميامي للموزع والمنتج العالمي ريدوان (RedOne) والمغني الكوبي بيتبول وبمشاركة ممثلة التيلينوفيلا الدومينيكانية الأصل ميشيل فارغاس. وقد حققت الأغنية صدى واسعا في بلدان الشرق الأوسط والعالم العربي وفي أوروبا القارية خصوصا في فرنسا وهولندا حيث وصلت إلى أعلى المراتب كما حققت نسبة مشاهدة عالية على موقع يوتيوب ليتم إطلاق نسخ مرافقة لها بعدة لغات أجنبية.

## الحياة قبل الشهرة
كان أحمد يكتب ويغني قصائد منذ طفولته، درس بالمدرسة الوطنية للمسرح والغناء بتطوان، وكان جزء من عدة أحداث ومناسبات موسيقية وفاز بعدة جوائز. ثم التحق بمعهد الفنون الجميلة بتطوان، وتميز في الغناء الغربي والكلاسيكي أثناء دراسته للموسيقى.
سنة 2000 حصل شوقي على المركز الأول في مهرجان الموسيقى العربي الذي نظمته "Maison du Littoral" في مدينة تطوان. ثم شكل الفرقة الموسيقية "La Paloma" رفقة مغنيين شباب آخرين، وتميزت "La Paloma" بمزجها للموسيقى العربية والمغربية وموسيقى الفلامنكو، كما شاركت في عدة مهرجانات وطنية ودولية، وعرفت نجاحا كبيرا وتغطية إعلامية. نتيجة لذلك استقبلت عدة برامج بقنوات تلفزية وإذاعات راديو محمد شوقي، ومنها 2M والقناة الأولى المغربية. من أغانيه التي عرفت نجاحا: «يا يما»، "La Paloma"، و «سنين»، وتم إنتاج هذه الأخيرة بشراكة مع الفرقة الإسبانية Librejano.
عرفت سنة 2009 و 2010 صدور المزيد من أغاني شوقي مثل: «نتا ليا»، «يا ناسيني»، «غالي» و "La Paloma"، وبالرغم من نجاح هذه الأغاني فقد كان هنالك غياب شركات التسجيلات.

## أعماله
نجحت أغنيته حبيبي أي لاف يو العالم العربي وعالميا، وخصوصا في فرنسا حيث أصدر أحمد شوقي الأغنية باللغات الثلاث (العربية والفرنسية والإنجليزية) حيث تؤدي القسم الفرنسي من الأغنية مع أحمد شوقي الفنانة الفرنسية الجزائرية كنزة فرح ووصلت النسخة الثلاثية اللغة في اللائحة الأسبوعية لسينديكا ناشينال ديليدشن فونوغرافيك إلى المرتبة 153.
كما شاركت المغنية صوفيا دل كارمن في نسخة إسبانية، حيث يشارك أحمد شوقي وصوفيا دل كارمين الكلمات بالإسبانية. وأدت المغنية دو في النسخة الهولندية.
للأغنية العديد من النسخ بلغات عدة ولمغنيين آخرين بالإضافة إلى عدد كبير من الروميكس.
بعد نجاح «حبيبي آي لاف يو»، شارك شوقي في أغنية بعنوان ماجيك إن ذا اير من أداء الفرقة الأفريقية الشهيرة ماجيك سيستم والأغنية لتشجيع رياضة كرة القدم تحضيرا لبطولة كأس العالم لكرة القدم 2014 والأغنية من إنتاج المنتج المغربي السويدي الشهير ريدوان. الأغنية وصلت إلى المرتبة السابعة في فرنسا وكان ناجحا بصورة كبيرة في الأسواق البلجيكية أيضا. كما أصدر ذات العام أغنية بنسختين بالعربية وبالإنجليزية بعنوان تايم اوف اور لايف من وحي كأس العالم لكرة القدم 2014 ومن إنتاج ريدوان.
و قد قام باصدار أغنية «كاينة ولا ماكايناش» التي حققت 17 مليون مشاهدة في اقل من 5 أيام. وعام 2016 أصدر أغنية «تسونامي»، وفي 2017 أصدر أغنية «قهوة».

## الألبومات
- «حبيبي أنا أحبك»

- «الوقت من حياتنا»

- «إنها حياتي (لا تقلق)»

## أغاني فردية
- عام 2009: «إنت لييا»
- عام 2010:  يا ناسيني يا حبيبي
- عام 2010: غالي
- عام 2015:  كاينة ولا ماكيناش
- عام 2016:  تسونامي
- عام 2017: قهوة
- عام 2018: أميرة

## وصلات خارجية
- أحمد شوقي على موقع ميوزك برينز (الإنجليزية)
- أحمد شوقي على موقع أول ميوزيك (الإنجليزية)
- أحمد شوقي على موقع ديسكوغز (الإنجليزية)

- فيديو كليب Habibi I Love You لأحمد شوقي بمشاركة بيتبول بالعربية والإنجليزية على يوتيوب
- فيديو كليب Habibi I Love You لأحمد شوقي بمشاركة بيتبول وكنزة فرح بالعربية والفرنسية والإنجليزية على يوتيوب
- فيديو كليب Magic In The Air لماجيك سيستيم بمشاركة شوقي على يوتيوب